# Phalotris sansebastiani
Phalotris sansebastiani — вид отруйних змій родини полозових (Colubridae). Мешкає в Болівії і Аргентині.

## Поширення і екологія
Phalotris sansebastiani мешкають в болівійському департаменті Санта-Крус та в аргентинських провінціях Сальта і Жужуй. Вони живуть в тропічних лісах і саванах, на висоті від 550 до 1445 м над рівнем моря.